# 山崎ハコ
山崎 ハコ （やまさき ハコ、1957年〈昭和32年〉5月18日 - ） は、日本の女性シンガーソングライター、フォークシンガー、女優。大分県日田市出身。血液型はAB型。
名字の読みは「やまさき」である。本名は山崎 初子（やまさき はつこ）。芸名の「ハコ」は、本名「初子」を短縮した子供時代からの愛称に由来する。

## 経歴・人物

### デビューまで
大分県日田市の兼業農家に生まれる。生家は田んぼを持ち、父親は郵便局員であった。家族は祖父母と両親、兄が一人いた。音楽好きな兄の影響で、山崎もレコードを聴いたりギターを弾くようになったという。両親が先に神奈川県横浜市へ転居し、山崎は中学校卒業まで祖母と日田市で暮らす。両親が横浜へ転居した理由について、山崎はインタビューで「母が経営していた小料理屋がうまく行かなくなったため、横浜で地下鉄工事のアルバイトをしていた兄を頼って行った」と述べている。
中学校卒業後の1973年4月、山崎も両親の住む横浜市へ転居し、横浜学園高等学校に入学した。同高校在学中に音楽コンテストに出場するようになり、1974年11月に高校2年生で「ジョイナス・フォーク・コンペティション」に出場して優勝。このコンテストに関わっていた横浜出身の音楽プロデューサー・星野東三男（ほしの とみお）に見い出され、星野が地元の横浜で立ち上げた音楽事務所「ニューサウンド」に1975年4月から所属することとなる。山崎は当時まだ高校在学中であった。
なお「ニューサウンド」はのちに「サウンドポート」「サウンドシップ」を経て、1989年に事務所名を「IMADOKI」と改称。同年に開催された横浜博覧会 (YES'89) での音楽イベント等を手掛けた。同事務所には、山崎と同じく「ジョイナス・フォーク・コンペティション」からデビューした石黒ケイ、横浜市出身の裕木奈江が所属した。また「ジョイナス・フォーク・コンペティション」には、デビュー前の渡辺真知子も出場している。
同1975年5月、フォーク系レーベルのエレックレコードと契約。すでに50曲近く書きためていた中から選曲してレコーディングを開始した。同年10月1日、ファーストアルバム『飛・び・ま・す』をリリース。18歳でメジャー・デビューを果たす。また同年9月26日にはデビュー・コンサートを横浜市教育文化センターで開催した。
1975年末には林美雄がDJを務めるTBSラジオの音楽番組『パックインミュージック』に出演。同年12月にTBSホールで開催された「第1回パック祭り」では荒井由実や石川セリと共演した。なお同番組は、荒井のデビュー曲「返事はいらない」を紹介し、ファーストアルバム『ひこうき雲』がブレイクするきっかけを作ったことでも知られる。
山崎はデビュー前から病弱で、かねてより慢性膵炎の持病を抱えており、膵臓に負担がかかるため成人後も「酒・タバコどころかコーヒーなども口にできない」という体質である。そのため、デビュー時から所属していた音楽事務所「IMADOKI」社長の星野は、病弱な山崎の負担を避けようと、シングルを次々に出してヒット曲を狙うという手法を取らなかったと語っている。

### フォークブームの中で
翌1976年に2ndアルバム『綱渡り』発売後、同年7月16日にエレックレコードが倒産。キャニオン・レコード（現：ポニーキャニオン）に移籍、3rdアルバム『藍色の詩』発表。以降、1984年のアルバム『てっせんの花』まではキャニオンからのリリースとなる。
フォークギターの弾き語りで、女の情念や怨念といった心情を土俗的なイメージとともに哀しく切々と歌い上げ、熱狂的なファンを獲得した。九州弁を活かした歌詞や、日本各地に古くから伝わる伝承歌を題材とした作品もあり、地元の九州や大分、神奈川や横浜のご当地ソングも多数ある。150cm前後の小柄で痩せた体躯から発せられる低音で表現力を誇る歌唱と、暗く鋭く愛をもって社会を抉る歌詞で、デビュー当時は「中島みゆきのライバル」と称された。
1979年4月から1980年3月にかけてニッポン放送の『オールナイトニッポン』火曜日2部のDJを担当。「深夜放送のマドンナ」と称された。
また映画音楽の制作も手がけ、初の映画音楽として1979年のホラー映画『地獄』の主題歌「心だけ愛して」、挿入歌「きょうだい心中」を担当。この主題歌と挿入歌はシングルとして発売されたが、兄妹の近親姦と心中を扱った「きょうだい心中」は放送禁止歌とされた（ただしこの歌詞は山崎のオリジナルではなく、西日本の各地に伝わる伝承歌を元にしたものである）。
1981年には、九州の炭鉱地帯を舞台とした五木寛之原作の映画『青春の門』の音楽を担当、五木作詞の主題歌「織江の唄」がヒットした。1984年にはベトナム戦争で国を追われたボートピープルを題材としたアン・ホイ監督の香港映画『望郷』（投奔怒海）の主題歌を担当（制作は1982年、1984年日本公開）。1990年には同じ音楽事務所「IMADOKI」に所属する裕木奈江の主演映画 『曖・昧・Me』の音楽制作を担当した。
1982年のアルバム『幻想旅行II』の発表時点で、発売したLPはそれぞれ5万枚ずつ売れていた。

### 所属事務所の倒産
しかし1980年代以降はフォークブームが過ぎ、左翼運動や学生運動の後退により政治色の強いプロテスト・フォークは廃れ、好景気を背景に「四畳半フォークはダサい」と言われるようになる。「ネクラ・ネアカ」が流行語となった世相の中で、山崎の楽曲は「暗い」と言われてレコードのセールスが伸び悩むようになる。当時はタモリなどのお笑い芸人が「暗い曲・怖い曲」として山崎の楽曲を笑いのネタにすることさえあった。
1985年、ポリドール（現：ユニバーサルミュージック）へ移籍。アルバム『光る夢』を発表。ポリドールから1986年11月発売のライブ・アルバム『私の幸せ』まで4枚のアルバムを発売するが、このアルバムの制作前に音楽事務所から「最後の弾き語りステージをライブ・アルバムとして残したい」と言われており、活動休止が示唆されていた。
その後、約3年のブランクを経て1990年にトーラスレコード（現：ユニバーサルミュージック）へ移籍し、『SA・SU・GA（流石）』を含む2枚のアルバムを発表。この頃から、それまでのフォーク調からブルース色が強くなり、曲調やジャケット写真も都会的な雰囲気を強調してイメージチェンジを図った。
翌1991年にBMGビクターへ移籍（1994年以降のアルバムはビクターエンタテインメント）。1994年に初のカバー・アルバム『十八番 (おはこ) 』で第36回日本レコード大賞アルバム企画賞を受賞。翌1995年には初のセルフカバー・アルバム『ハコのお箱』を発表。
1991年より、渡辺えりと親交を持ったことを契機に、渡辺が主催する「劇団3○○」の演劇に出演、舞台女優としても活動を開始する。
1997年には、NHK『みんなのうた』で山崎の楽曲「わっしょいニッポン」が放送された。
しかし、裕木奈江主演の1993年放送のテレビドラマ『ポケベルが鳴らなくて』（日本テレビ）の撮影が始まった時期に、山崎がデビュー時から所属していた音楽事務所「IMADOKI」代表の星野が、交通事故に遭い大怪我を負い入院。これに引き続く裕木に対するバッシングなどもあり、星野は精神的に追い詰められていく。そうしたことから、1998年に「IMADOKI」が倒産、山崎はフリーとなる。なお星野によれば、石黒ケイは1986年から1987年にすでに同事務所を離れており、倒産時点では山崎と裕木が在籍していた。

### 2000年代以降
事務所倒産後、山崎は自らの境遇について「一時期はホームレスにも近い極貧生活をしていた」「生計を立てるため中華料理店で皿洗いのアルバイトをしていた」などと様々に語っている。数日間は終夜営業のファミリーレストランで夜露をしのぎ、その後は懇意にしていた俳優の原田芳雄や渡辺えりを訪ねて相談に乗ってもらい、その際に原田芳雄から「印税が入っているだろう。それでしばらくしのぐしかない」と言われ、初めて印税の存在を知ったと言う。「事務所が倒産するまで印税の存在すら知らなかったが、突然の倒産によりマネージメントや営業活動など全てを自らこなすようになった」「22年間、事務所の言うとおりにしてきましたが、印税をまったくもらってなくて、最後に社長から渡された私の通帳には1000円しか入ってなかった」 とも述べている。さらに「アルバイト先の有線放送でたまたま自分の曲が流れたのを聴いて、自分は歌わなくてはいけないと本格的な歌手復帰を決意した」とも述べており、それにより「2008年に完全復帰を果たし、日本コロムビアより新曲『BEETLE』を発表した」などと語っている。
しかし山崎の公認ウェブサイト上のプロフィールによれば、その間にも音楽活動は継続しており、2000年にTBSテレビ愛の劇場『あっとほーむ』エンディングテーマを担当し、室井滋とのカップリングでシングル『希望』を東芝EMIから発売している。2001年にデビュー前の17歳で録音したデモテープの未発表音源『飛びます…17歳』、2枚組ベスト・アルバム『Dear My Songs 山崎ハコ・ベスト』を発売している。
永年独身を通していたが、2001年1月1日に44歳で、作曲・編曲・演奏など長く仕事を共にしたギタリストの安田裕美（北海道小樽市出身）と結婚。結婚後も公私ともに良好なパートナー関係を続け、活動拠点をずっと横浜に置き続けていたが東京へ転居した。
2002年には徳間ジャパンからマキシシングル『やさしい歌』を発表。同年7月には、テレビアニメ『ちびまる子ちゃん』（フジテレビ）特番で山崎ハコ本人役として歌と声の出演を果たし、1970年代のデビュー当時を知らない世代にもアニメを通じて名が知られるようになった（#テレビ・ラジオ企画を参照）。
2005年にはデビュー30周年を迎え、同年から翌2006年にかけて30周年記念コンサートを全国で開催。2006年にはベスト・アルバム『歌いたいの』を発売、1984年のLP『てっせんの花』から「てっせん子守歌」がシングルカットされ、30周年記念アルバムが発売された。また同年末のNHK BS2『フォークの達人』でコンサートが放映され、新たな注目を浴びるなど、2008年までの間にも活躍は続いていた。
2009年11月4日、デビュー35周年記念アルバム『未・発・表』を発売、翌2010年にはデビュー35周年を迎えた。2014年にはポニーキャニオンから初期のアルバムがCD化され、デジタルリマスターCDとして一挙再発売された。その後も楽曲のリリース、全国のライブハウスなどを巡ってコンサート活動を続け、女性フォークシンガーとして活動するとともに、エッセイの執筆など多彩な活動を行っている。2020年にはデビュー45周年を迎えた。
2020年7月6日、夫の安田が大腸がんで死去した。
2025年4月13日には、生まれ故郷の大分県日田市の日田市民文化会館「パトリア日田」で、デビュー50周年アニバーサリーライブを開催。

## ディスコグラフィ

### シングル
| No.                                      | 発売日                         | 面                             | タイトル                       | 作詞                           | 作曲                           | 規格                           | 規格品番                       |
| キャニオン・レコード / F-LABEL           | キャニオン・レコード / F-LABEL | キャニオン・レコード / F-LABEL | キャニオン・レコード / F-LABEL | キャニオン・レコード / F-LABEL | キャニオン・レコード / F-LABEL | キャニオン・レコード / F-LABEL | キャニオン・レコード / F-LABEL |
| ---------------------------------------- | ------------------------------ | ------------------------------ | ------------------------------ | ------------------------------ | ------------------------------ | ------------------------------ | ------------------------------ |
| 1st                                      | 1978年5月10日                  | A                              | 流れ酔い唄                     | 山崎ハコ                       | 山崎ハコ                       | EP                             | F-213                          |
| 1st                                      | 1978年5月10日                  | B                              | 桧原ふるさと                   | 山崎ハコ                       | 山崎ハコ                       | EP                             | F-213                          |
| 2nd                                      | 1979年4月2日                   | A                              | 地獄「心だけ愛して」           | 山崎ハコ                       | 山崎ハコ                       | EP                             | F-225                          |
| 2nd                                      | 1979年4月2日                   | B                              | きょうだい心中                 | 不詳                           | 山崎ハコ                       | EP                             | F-225                          |
| 3rd                                      | 1979年9月21日                  | A                              | ララバイ横須賀                 | 山崎ハコ                       | 山崎ハコ                       | EP                             | F-247                          |
| 3rd                                      | 1979年9月21日                  | B                              | 織江の唄                       | 五木寛之                       | 山崎ハコ                       | EP                             | F-247                          |
| 3rd                                      | 1980年6月5日                   | A                              | 男のウ井スキー                 | 山崎ハコ                       | 山崎ハコ                       | EP                             | F-263                          |
| 3rd                                      | 1980年6月5日                   | B                              | 旅の人                         | 山崎ハコ                       | 山崎ハコ                       | EP                             | F-263                          |
| 4th                                      | 1981年1月10日                  | A                              | 織江の唄                       | 山崎ハコ                       | 山崎ハコ                       | EP                             | 7A0046                         |
| 4th                                      | 1981年1月10日                  | B                              | 道を探せ                       | 山崎ハコ                       | 山崎ハコ                       | EP                             | 7A0046                         |
| 5th                                      | 1982年4月21日                  | A                              | 幻想旅行                       | 山崎ハコ                       | 山崎ハコ                       | EP                             | 7A0170                         |
| 5th                                      | 1982年4月21日                  | B                              | ばいばいことば                 | 山崎ハコ                       | 山崎ハコ                       | EP                             | 7A0170                         |
| 6th                                      | 1983年5月21日                  | A                              | 雨に唄えない                   | 山崎ハコ                       | 山崎ハコ                       | EP                             | 7A0284                         |
| 6th                                      | 1983年5月21日                  | B                              | ヨコハマ・アンバランス         | 山崎ハコ                       | 山崎ハコ                       | EP                             | 7A0284                         |
| 7th                                      | 1984年3月21日                  | A                              | 風の歌                         | 山崎ハコ                       | 山崎ハコ                       | EP                             | 7A0359                         |
| 7th                                      | 1984年3月21日                  | B                              | 今日はなんだか                 | 山崎ハコ                       | 山崎ハコ                       | EP                             | 7A0359                         |
| 8th                                      | 1984年6月21日                  | A                              | 町よ                           | 山崎ハコ                       | 山崎ハコ                       | EP                             | 7A0393                         |
| 8th                                      | 1984年6月21日                  | B                              | てっせん子守唄                 | 山崎ハコ                       | 山崎ハコ                       | EP                             | 7A0393                         |
| ポリドール・レコード                     |                                |                                |                                |                                |                                |                                |                                |
| 9th                                      | 1985年11月25日                 | A                              | テル・ア・ライ                 | 山崎ハコ                       | 山崎ハコ                       | EP                             | 7DX-1403                       |
| 9th                                      | 1985年11月25日                 | B                              | 挨拶                           | 山崎ハコ                       | 山崎ハコ                       | EP                             | 7DX-1403                       |
| トーラスレコード                         |                                |                                |                                |                                |                                |                                |                                |
| 10th                                     | 1990年2月7日                   | 1                              | ANOU                           | 山崎ハコ                       | 山崎ハコ                       | 8cmCD                          | TADX-7306                      |
| 10th                                     | 1990年2月7日                   | 2                              | 霧の朝                         | 山崎ハコ                       | 山崎ハコ                       | 8cmCD                          | TADX-7306                      |
| 11th                                     | 1990年10月26日                 | 1                              | 気分を変えて                   | 山崎ハコ                       | 山崎ハコ                       | 8cmCD                          | TADX-7317                      |
| 11th                                     | 1990年10月26日                 | 2                              | サヨナラの鐘                   | 山崎ハコ                       | 山崎ハコ                       | 8cmCD                          | TADX-7317                      |
| BMGビクター                              |                                |                                |                                |                                |                                |                                |                                |
| 12th                                     | 1992年5月21日                  | 1                              | 蛍                             | 山崎ハコ                       | 山崎ハコ                       | 8cmCD                          | BVDR-101                       |
| 12th                                     | 1992年5月21日                  | 2                              | HOLIDAY                        | 山崎ハコ                       | 山崎ハコ                       | 8cmCD                          | BVDR-101                       |
| ビクターエンタテインメント               |                                |                                |                                |                                |                                |                                |                                |
| 13th                                     | 1994年9月21日                  | 1                              | アカシアの雨がやむとき         | 水木かおる                     | 藤原秀行                       | 8cmCD                          | VIDL-10552                     |
| 13th                                     | 1994年9月21日                  | 2                              | 今夜は踊ろう                   | 荒木一郎                       | 荒木一郎                       | 8cmCD                          | VIDL-10552                     |
| 14th                                     | 1995年5月24日                  | 1                              | 私が生まれた日                 | 山崎ハコ                       | 山崎ハコ                       | 8cmCD                          | VIDL-10651                     |
| 14th                                     | 1995年5月24日                  | 2                              | 天使の微笑み                   | 山崎ハコ                       | 山崎ハコ                       | 8cmCD                          | VIDL-10651                     |
| zetima                                   |                                |                                |                                |                                |                                |                                |                                |
| 15th                                     | 1997年2月10日                  | 1                              | たどりついたらいつも雨ふり     | 吉田拓郎                       | 吉田拓郎                       | 8cmCD                          | EPDA-40                        |
| 15th                                     | 1997年2月10日                  | 2                              | 夕陽が泣いている               | 浜口庫之助                     | 浜口庫之助                     | 8cmCD                          | EPDA-40                        |
| 16th                                     | 1997年5月25日                  | 1                              | わっしょいニッポン             | 山崎ハコ                       | 山崎ハコ                       | 8cmCD                          | EPDA-43                        |
| 16th                                     | 1997年5月25日                  | 2                              | 日本小町                       | 山崎ハコ                       | 山崎ハコ                       | 8cmCD                          | EPDA-43                        |
| 17th                                     | 1997年8月25日                  | 1                              | たずね人 -冒険者-              | 山崎ハコ                       | 山崎ハコ                       | 8cmCD                          | EPDA-47                        |
| 17th                                     | 1997年8月25日                  | 2                              | 夕陽に赤とんぼ                 | 山崎ハコ                       | 山崎ハコ                       | 8cmCD                          | EPDA-47                        |
| 徳間ジャパンコミュニケーションズ         |                                |                                |                                |                                |                                |                                |                                |
| 18th                                     | 2002年8月28日                  | 1                              | やさしい歌                     | 山崎ハコ                       | 山崎ハコ                       | Maxi                           | TKCA-72434                     |
| 18th                                     | 2002年8月28日                  | 2                              | 天の川で                       | 山崎ハコ                       | 山崎ハコ                       | Maxi                           | TKCA-72434                     |
| 18th                                     | 2002年8月28日                  | 3                              | 流氷岬                         | 山崎ハコ                       | 山崎ハコ                       | Maxi                           | TKCA-72434                     |
| 19th                                     | 2004年2月25日                  | 1                              | 刹那の夢                       | 山崎ハコ                       | 山崎ハコ                       | Maxi                           | TKCA-72661                     |
| 19th                                     | 2004年2月25日                  | 2                              | 稲の花                         | 山崎ハコ                       | 山崎ハコ                       | Maxi                           | TKCA-72661                     |
| 19th                                     | 2004年2月25日                  | 3                              | 刹那の夢 〜劇場Version〜       | 山崎ハコ                       | 山崎ハコ                       | Maxi                           | TKCA-72661                     |
| 20th                                     | 2006年5月10日                  | 1                              | てっせん子守唄                 | 山崎ハコ                       | 山崎ハコ                       | Maxi                           | TKCA-90115                     |
| 20th                                     | 2006年5月10日                  | 2                              | ララバイ横浜                   | 山崎ハコ                       | 山崎ハコ                       | Maxi                           | TKCA-90115                     |
| 20th                                     | 2006年5月10日                  | 3                              | 海かがみ                       | 島倉千代子 山崎ハコ            | 山崎ハコ                       | Maxi                           | TKCA-90115                     |
| コロムビアミュージックエンタテインメント |                                |                                |                                |                                |                                |                                |                                |
| 21st                                     | 2008年2月20日                  | 1                              | BEETLE                         | 山崎ハコ                       | 山崎ハコ                       | Maxi                           | COCA-16067                     |
| 21st                                     | 2008年2月20日                  | 2                              | SŌDASUI                        | 山崎ハコ                       | 山崎ハコ                       | Maxi                           | COCA-16067                     |
| テイチクエンタテインメント               |                                |                                |                                |                                |                                |                                |                                |
| 22nd                                     | 2011年1月19日                  | 1                              | あなたの声                     | 山崎ハコ                       | 山崎ハコ                       | Maxi                           | TECA-12273                     |
| 22nd                                     | 2011年1月19日                  | 2                              | おらだのふるさと               | 田勢康弘                       | 山崎ハコ                       | Maxi                           | TECA-12273                     |

#### デュエット・シングル
| 名義                  | 発売日               | 面                   | タイトル             | 作詞                 | 作曲                 | 規格                 | 規格                 |
| 東芝EMI / TM FACTORY  | 東芝EMI / TM FACTORY | 東芝EMI / TM FACTORY | 東芝EMI / TM FACTORY | 東芝EMI / TM FACTORY | 東芝EMI / TM FACTORY | 東芝EMI / TM FACTORY | 東芝EMI / TM FACTORY |
| --------------------- | -------------------- | -------------------- | -------------------- | -------------------- | -------------------- | -------------------- | -------------------- |
| 室井箱(滋) & 山崎ハコ | 2000年10月12日       | 1                    | 希望                 | 山崎ハコ             | 山崎ハコ             | Maxi                 | TOCT-4262            |
| 室井箱(滋) & 山崎ハコ | 2000年10月12日       | 2                    | 希望                 | 山崎ハコ             | 山崎ハコ             | Maxi                 | TOCT-4262            |

#### 非売品シングル
| 発表日                         | 面               | タイトル           | 作詞                  | 作曲                  | 規格             | 規格品番         |
| エレックレコード               | エレックレコード | エレックレコード   | エレックレコード      | エレックレコード      | エレックレコード | エレックレコード |
| ------------------------------ | ---------------- | ------------------ | --------------------- | --------------------- | ---------------- | ---------------- |
| 1975年10月                     | A                | 橋向こうの家       | 山崎ハコ              | 山崎ハコ              | EP               | ETE-1            |
| 1975年10月                     | B                | 気分を変えて       | 山崎ハコ              | 山崎ハコ              | EP               | ETE-1            |
| 1976年5月                      | A                | ハーモニカ吹きの男 | 山崎ハコ              | 山崎ハコ              | EP               | ETE-2            |
| 1976年5月                      | B                | ひとり唄           | 不詳                  | 山崎ハコ              | EP               | ETE-2            |
| キャニオン・レコード / F-LABEL |                  |                    |                       |                       |                  |                  |
| 1977年11月                     | A                | 帰ってこい         | 山崎ハコ              | 山崎ハコ              | EP               | PR-16            |
| 1977年11月                     | B                | 二日酔             | 岡沢隆一 補：山崎ハコ | 荒川博之 補：山崎ハコ | EP               | PR-16            |

### アルバム

#### オリジナル・アルバム
| No.                            | 発売日           | タイトル                    | 規格             | 規格品番         |
| エレックレコード               | エレックレコード | エレックレコード            | エレックレコード | エレックレコード |
| ------------------------------ | ---------------- | --------------------------- | ---------------- | ---------------- |
| 1st                            | 1975年10月1日    | 飛・び・ま・す              | LP               | ELEC-7           |
| 2nd                            | 1976年5月25日    | 綱渡り                      | LP               | ELEC-13          |
| 2nd                            | 1976年10月1日    | 綱渡り                      | LP               | VF-9006          |
| 2nd                            | 1976年10月1日    | 綱渡り                      | CT               | KSA-1048         |
| 2nd                            | 1990年10月21日   | 綱渡り                      | CD               | PCCA-00149       |
| 2nd                            | 1994年5月21日    | 綱渡り                      | CD               | PCCA-00575       |
| 2nd                            | 2006年1月25日    | 綱渡り                      | CD               | VPCC-84522       |
| 2nd                            | 2009年5月20日    | 綱渡り                      | CD               | PCCA-50113       |
| 2nd                            | 2013年6月26日    | 綱渡り                      | CD               | WPCL-11497       |
| 2nd                            | 2023年6月21日    | 綱渡り                      | LP               | WRWTFWW080TP     |
| 2nd                            | 2023年6月21日    | 綱渡り                      | CD               | WRWTFWW080CD     |
| キャニオン・レコード / F-LABEL |                  |                             |                  |                  |
| 3rd                            | 1977年3月18日    | 藍色の詩                    | LP               | FF-9001          |
| 3rd                            | 1977年3月18日    | 藍色の詩                    | CT               | CF-9027          |
| 3rd                            | 1994年11月18日   | 藍色の詩                    | CD               | PCCA-00671       |
| 3rd                            | 2014年4月16日    | 藍色の詩                    | CD               | PCCA-04014       |
| 4th                            | 1978年6月10日    | 流れ酔い唄                  | LP               | FX-8003          |
| 4th                            | 1978年6月10日    | 流れ酔い唄                  | CT               | 25P7004          |
| 4th                            | 2014年4月16日    | 流れ酔い唄                  | CD               | PCCA-04015       |
| 5th                            | 1979年5月21日    | 人間まがい                  | LP               | C25A-0028F       |
| 5th                            | 1979年5月21日    | 人間まがい                  | CT               | 25P7051          |
| 5th                            | 2014年6月18日    | 人間まがい                  | CD               | PCCA-04049       |
| 6th                            | 1980年10月5日    | 歩いて                      | LP               | C28A-0117        |
| 6th                            | 1980年10月5日    | 歩いて                      | CT               | 28P6017          |
| 6th                            | 2014年6月18日    | 歩いて                      | CD               | PCCA-04050       |
| 7th                            | 1981年4月21日    | 茜                          | LP               | C28A-0156        |
| 7th                            | 1981年4月21日    | 茜                          | CT               | 28P6053          |
| 7th                            | 2009年3月18日    | 茜                          | CD               | PCCA-50072       |
| 8th                            | 1981年11月5日    | 幻想旅行                    | LP               | C28A-0190        |
| 8th                            | 1981年11月5日    | 幻想旅行                    | CT               | 28P6112          |
| 8th                            | 2009年3月18日    | 幻想旅行                    | CD               | PCCA-50073       |
| 9th                            | 1982年4月5日     | 幻想旅行II                  | LP               | C28A-0210        |
| 9th                            | 1982年4月5日     | 幻想旅行II                  | CT               | 28P6145          |
| 9th                            | 2009年3月18日    | 幻想旅行II                  | CD               | PCCA-50074       |
| 10th                           | 1982年10月21日   | 硝子の景色                  | LP               | C28A-0243        |
| 10th                           | 1982年10月21日   | 硝子の景色                  | CT               | 28P6190          |
| 10th                           | 2014年10月14日   | 硝子の景色                  | CD               | PCCA-04107       |
| 11th                           | 1983年2月21日    | 風の色                      | LP               | C28A-0259        |
| 11th                           | 1983年2月21日    | 風の色                      | CT               | 28P6212          |
| 11th                           | 2009年3月18日    | 風の色                      | CD               | PCCA-50075       |
| 12th                           | 1983年9月21日    | ダージリン                  | LP               | C28A-0292        |
| 12th                           | 1983年9月21日    | ダージリン                  | CT               | 28P6259          |
| 12th                           | 2014年10月14日   | ダージリン                  | CD               | PCCA-04108       |
| 13th                           | 1984年6月5日     | てっせんの花                | LP               | C28A-0336        |
| 13th                           | 1984年6月5日     | てっせんの花                | CT               | 28P6332          |
| 13th                           | 2014年10月14日   | てっせんの花                | CD               | PCCA-04109       |
| ポリドール・レコード           |                  |                             |                  |                  |
| 14th                           | 1985年5月25日    | 光る夢                      | LP               | 28MX-1211        |
| 14th                           | 1985年5月25日    | 光る夢                      | CD               | H33P 20020       |
| 14th                           | 1994年11月26日   | 光る夢                      | CD               | POCH-1418        |
| 14th                           | 2018年9月19日    | 光る夢                      | CD               | MSCL-61180       |
| 15th                           | 1985年11月25日   | 時は流れて                  | LP               | 28MX-1227        |
| 15th                           | 1985年11月25日   | 時は流れて                  | CD               | H33P 20052       |
| 15th                           | 1994年11月26日   | 時は流れて                  | CD               | POCH-1419        |
| 16th                           | 1986年6月1日     | なわとび                    | LP               | 28MX-1239        |
| 16th                           | 1986年6月1日     | なわとび                    | CD               | H33P 20079       |
| 16th                           | 1994年11月26日   | なわとび                    | CD               | POCH-1420        |
| トーラスレコード               |                  |                             |                  |                  |
| 17th                           | 1990年2月23日    | SA・SU・GA                  | CD               | TACX-2311        |
| 17th                           | 1995年9月21日    | SA・SU・GA                  | CD               | TACX-2472        |
| 18th                           | 1990年4月25日    | 日本詩集 〜遠い町 遠い空〜  | CD               | TACX-2318        |
| BMGビクター                    |                  |                             |                  |                  |
| 19th                           | 1992年5月21日    | メンフィスまで              | CD               | BVCR-84          |
| ビクターエンタテインメント     |                  |                             |                  |                  |
| 20th                           | 1995年5月24日    | 私が生まれた日              | CD               | VICL-661         |
| 21st                           | 1996年6月21日    | 唯心                        | CD               | VICL-776         |
| テイチクエンタテインメント     |                  |                             |                  |                  |
| 22nd                           | 2012年3月7日     | 縁 -えにし-                 | CD               | TECE-3067        |
| 23rd                           | 2014年9月17日    | 歌っ子                      | CD               | TECE-3269        |
| 24th                           | 2016年9月21日    | 私のうた                    | CD               | TECE-3384        |
| 25th                           | 2018年6月20日    | 横浜から 阿久悠未発表作品集 | CD               | TECE-3491        |
| 26th                           | 2024年10月16日   | 元気かい                    | CD               | TECE-3725        |

#### ミニ・アルバム
| No.            | 発売日         | タイトル                                                                | 規格           | 規格品番       |
| ミュー音楽出版 | ミュー音楽出版 | ミュー音楽出版                                                          | ミュー音楽出版 | ミュー音楽出版 |
| -------------- | -------------- | ----------------------------------------------------------------------- | -------------- | -------------- |
| 1st            | 2001年11月28日 | 飛びます…17歳 1. 許されざる恋 2. 捨てた友達 3. 飛びます 4. 男と女の部屋 | CD             | MUMP-1027      |

#### カバー・アルバム
| No.                        | 発売日                     | タイトル | 規格                       | 規格品番                   |
| ビクターエンタテインメント | ビクターエンタテインメント | ビクターエンタテインメント | ビクターエンタテインメント | ビクターエンタテインメント |
| -------------------------- | -------------------------- | --- | -------------------------- | -------------------------- |
| 1st                        | 1994年9月21日              | 十八番 1. 今夜は踊ろう 2. さらば恋人 3. 本牧メルヘン 4. みんな夢の中 5. 時の過ぎゆくままに 6. アカシアの雨がやむとき 7. 上を向いて歩こう 8. 再会 9. 圭子の夢は夜ひらく 10. 東京ブギウギ | CD                         | VICL-566                   |

#### セルフカバー・アルバム
| No.                                      | 発売日                     | タイトル | 規格                       | 規格品番                   |
| ビクターエンタテインメント               | ビクターエンタテインメント | ビクターエンタテインメント | ビクターエンタテインメント | ビクターエンタテインメント |
| ---------------------------------------- | -------------------------- | --- | -------------------------- | -------------------------- |
| 1st                                      | 1995年9月27日              | ハコのお箱 1. 望郷 2. 橋向うの家 3. ヨコハマ 4. 歌いたいの 5. 白い花 6. 冬の東京 7. 気分を変えて 8. 綱渡り 9. 水車の都 10. 織江の唄 11. 夢 12. 私が生まれた日（サウンドトラック・ヴァージョン）                                                                | CD                         | VICL-697                   |
| コロムビアミュージックエンタテインメント |                            | |                            |                            |
| 2nd                                      | 2009年11月4日              | 未・発・表 1. BEETLE (Single Ver.) 2. ヨコハマ 3. 白い花 4. 織江の唄 5. 新宿子守唄 6. あなたの景色 7. リンゴ追分（美空ひばりのカバー） 8. 横浜ホンキートンク・ブルース 9. 気分を変えて 10. 未来の花 11. 会えない時でも 12. 飛びます 13. BEETLE (Acoustic Ver.) | CD                         | COCP-35820                 |

#### ライブ・アルバム
| No.                            | 発売日                         | タイトル | 規格                           | 規格品番                       |
| キャニオン・レコード / F-LABEL | キャニオン・レコード / F-LABEL | キャニオン・レコード / F-LABEL | キャニオン・レコード / F-LABEL | キャニオン・レコード / F-LABEL |
| ------------------------------ | ------------------------------ | --- | ------------------------------ | ------------------------------ |
| 1st                            | 1977年11月10日                 | 山崎ハコ ファーストライブ 1977年9月13日、大阪サンケイホールでのライブ音源。 A面 1. ハーモニカ吹きの男 (5:21) 2. ききょうの花 (4:45) 3. クレイジーラブ (4:37) 4. 水割り (4:46) 5. 二日酔い (5:01) B面 1. ひとり唄 (4:13) 2. 気分を変えて (3:27) 3. サヨナラの鏡 (5:21) 4. 帰ってこい (5:13) 5. 向かい風 (6:28) | LP                             | FF-9010                        |
| 1st                            | 1977年11月10日                 | 山崎ハコ ファーストライブ 1977年9月13日、大阪サンケイホールでのライブ音源。 A面 1. ハーモニカ吹きの男 (5:21) 2. ききょうの花 (4:45) 3. クレイジーラブ (4:37) 4. 水割り (4:46) 5. 二日酔い (5:01) B面 1. ひとり唄 (4:13) 2. 気分を変えて (3:27) 3. サヨナラの鏡 (5:21) 4. 帰ってこい (5:13) 5. 向かい風 (6:28) | CT                             | CF 9059                        |
| 2nd                            | 1979年11月21日                 | 山崎ハコ ライブII 歌在りて 1979年9月23日～9月28日、博品館劇場でのライブ音源。 A面 1. 島原地方の子守唄 2. ひえつき節 3. 檜原ふるさと 4. 望郷歌 5. こきりこ B面 1. 花嫁人形 2. ソーラン節 3. 佐渡おけさ 4. 五木の子守唄 C面 1. テンポイントの唄 2. ヨコハマ 3. ボロボロ 4. 心の中は何かでいっぱい 5. 日没 D面 1. 望郷 2. 二丁目の子守唄 3. 白い花 4. 向かい風 | LP                             | C35A-0072/3                    |
| 2nd                            | 1979年11月21日                 | 山崎ハコ ライブII 歌在りて 1979年9月23日～9月28日、博品館劇場でのライブ音源。 A面 1. 島原地方の子守唄 2. ひえつき節 3. 檜原ふるさと 4. 望郷歌 5. こきりこ B面 1. 花嫁人形 2. ソーラン節 3. 佐渡おけさ 4. 五木の子守唄 C面 1. テンポイントの唄 2. ヨコハマ 3. ボロボロ 4. 心の中は何かでいっぱい 5. 日没 D面 1. 望郷 2. 二丁目の子守唄 3. 白い花 4. 向かい風 | CT                             | 35P8051                        |
| ポリドール・レコード           |                                | |                                |                                |
| 3rd                            | 1986年11月25日                 | 私の幸せ 1986年9月8日～9月9日、FM東京ホールでのライブ音源。 LPとCDで収録曲や収録順が異なる。 A面 1. 望郷 2. 橋向こうの家 3. うちと一緒に 4. てっせん子守唄 5. なわとび B面 1. 桜 2. 舞扇 3. 旅路（LPのみ） 4. 気分を変えて 5. 私の幸せ | LP                             | 28MX-1253                      |
| 3rd                            | 1986年11月25日                 | 私の幸せ 1. 望郷 2. 橋向こうの家 3. うわさによれば（CDのみ） 4. うちと一緒に 5. てっせん子守唄 6. 桜 7. 舞扇 8. なわとび 9. 気分を変えて 10. 私の幸せ 11. さらば良き時代（CDのみ） | CD                             | H33P 20120                     |
| ポニーキャニオン               |                                | |                                |                                |
| 4th                            | 2013年12月18日                 | 山崎ハコライブセット - 『山崎ハコ ファーストライブ』 - 『山崎ハコ ライブII 歌在りて』 にボーナス・トラック4曲を追加収録したリマスター版。 Disc1：山崎ハコ ファーストライブ 1. ハーモニカ吹きの男 (5:17) 2. ききょうの花 (4:54) 3. クレイジーラブ (4:30) 4. 水割り (4:10) 5. 二日酔い (5:43) 6. ひとり唄 (4:12) 7. 気分を変えて (3:31) 8. サヨナラの鏡 (5:20) 9. 帰ってこい (5:12) 10. 向かい風 (6:25) Disc2：山崎ハコ ライブII 歌在りて 1. 島原地方の子守唄 (5:29) 2. ひえつき節 (4:01) 3. 檜原ふるさと (3:28) 4. 望郷歌 (5:37) 5. こきりこ (3:35) 6. 花嫁人形 (4:25) 7. ソーラン節 (4:04) 8. 佐渡おけさ (3:15) 9. 五木の子守唄 (5:23) Disc3：山崎ハコ ライブII 歌在りて 1. テンポイントの詩 (3:58) 2. ヨコハマ (5:27) 3. ボロボロ (4:45) 4. 心の中は何かでいっぱい (5:38) 5. 日没 (4:55) 6. 望郷 (4:31) 7. 二丁目の子守唄 (5:14) 8. 白い花 (7:35) 9. 向かい風 (7:39) 10. 水割り (bonus track) (3:55) 11. ハーモニカ吹きの男 (bonus track) (3:51) 12. 気分を変えて (bonus track) (3:00) 13. 心だけ愛して (bonus track) (4:22) | CD                             | PCCA-03957                     |

#### ベスト・アルバム
| No.   | 発売日         | タイトル | レーベル                         | 規格 | 規格品番   |
| ----- | -------------- | --- | -------------------------------- | ---- | ---------- |
| 1st   | 1978年         | 山崎ハコ スペシャル A面 1. 流れ 2. ヨコハマ 3. さいなら 4. 気まぐれ 5. 夜明け前 6. あの海に 7. ジプシーローズ 8. 藍色の詩 9. 白い花 B面 1. 望郷 2. 横向こうの家 3. サヨナラの鐘 4. 気分を変えて 5. 飛びます 6. ひとり唄 7. ハーモニカ吹きの男 8. 綱渡り 9. にぎりこぶし 10. 二つに一つ 11. 水割り | ポニー                           | CT   | 35P-8015   |
| 2nd   | 1980年7月5日   | 軌跡 A面 1. 望郷 2. 今日からは 3. きょうだい心中（新録） 4. 気分を変えて 5. 流れ酔い唄 B面 1. 飛びます（新録） 2. ヨコハマ 3. 望郷歌（新録） 4. 織江の唄 5. 心だけ愛して | キャニオン・レコード / F-LABEL   | LP   | C25A-0099  |
| 2nd   | 1980年7月5日   | 軌跡 A面 1. 望郷 2. 今日からは 3. きょうだい心中（新録） 4. 気分を変えて 5. 流れ酔い唄 B面 1. 飛びます（新録） 2. ヨコハマ 3. 望郷歌（新録） 4. 織江の唄 5. 心だけ愛して | キャニオン・レコード / F-LABEL   | CT   | 25P7128    |
| 3rd   | 1980年         | 山崎ハコ BEST A面 1. 歩いて 2. 織江の唄 3. きまぐれ 4. ヨコハマ 5. ひとり唄 6. にぎりこぶし 7. 流れ酔い唄 8. 気分を変えて 9. 飛びます B面 1. 望郷 2. 白い花 3. あの海に 4. 綱渡り 5. ハーモニカ吹きの男 6. 水割り 7. 藍色の詩 8. ジプシーローズ 9. サヨナラの鐘 | ポニー                           | CT   | 36P-1020   |
| 4th   | 1981年         | 山崎ハコ マイベスト20 A面 1. 望郷 2. 今日からは 3. 飛びます 4. 気分をかえて 5. ひとり唄 6. ヨコハマ 7. ハーモニカ吹きの男 8. 白い花 9. 綱渡り 10. サヨナラの鐘 B面 1. 歩いて 2. 流れ酔い唄 3. 藍色の詩 4. ジプシーローズ 5. 水割り 6. 心だけ愛して 7. 織江の唄 8. 夢 9. 夢のおろろん 10. さらば良き時代 | ポニー                           | CT   | 36P-1042   |
| 5th   | 1982年         | BEST HIT 山崎ハコ全曲集 A面 1. 望郷 2. 藍色の詩 3. 白い花 4. 気分を変えて 5. ハーモニカ吹きの男 6. 流れ酔い唄 7. 男のウ井スキー 8. 水割り 9. 心だけ愛して 10. 織江の唄 B面 1. ヨコハマ 2. ララバイ横須賀 3. 綱渡り 4. きょうだい心中 5. 幻想旅行 6. ごめんしてね 7. さらば良き時代 8. 夢のおろろん 9. あんたの大阪 10. ばいばいことば | ポニー                           | CT   | 36P-1121   |
| 6th   | 1984年         | 山崎ハコ ベストヒット全曲集 A面 1. 町よ 2. 風の歌 3. 望郷 4. 気分を変えて 5. サヨナラの鐘 6. ダージリン 7. 藍色の詩 8. ヨコハマ 9. 飛びます 10. 向かい風 B面 1. 織江の唄 2. ララバイ横須賀 3. 幻想旅行 4. 地獄「心だけ愛して」 5. 流れ酔い唄 6. 歩いて 7. 持って行きます 8. 今日からは 9. 水割り 10. 夜明け前 | ポニー                           | CT   | 36P-1258   |
| 7th   | 1984年2月5日   | ベスト オブ 山崎ハコ A面 1. 飛びます 2. サヨナラの鐘 3. 気分を変えて 4. 綱渡り 5. 向かい風 B面 1. ヨコハマ 2. 織江の唄 3. 何度目かのグッバイ 4. 雨に唄えない 5. サマータイムが聞こえる | キャニオン・レコード / F-LABEL   | LP   | C20A-0322  |
| 8th   | 1985年6月5日   | ベストセレクション 1. 飛びます 2. 望郷 3. 綱渡り 4. 白い花 5. ヨコハマ 6. 水割り 7. 幻想旅行 8. 織江の唄 9. 気分を変えて 10. サヨナラの鐘 | キャニオン・レコード / F-LABEL   | CD   | D36A-0087  |
| ９th  | 1985年7月25日  | ザ・ベスト・オブ・山崎ハコ 1. 藍色の詩 2. 流れ酔い唄 3. ヨコハマ 4. 心だけ愛して 5. 小さな海 6. 何もいらない 7. 夢のおろろん 8. ピノキオ 9. 風の吹く日 10. ヨコハマ・アンバランス 11. サマータイムが聞こえる 12. てっせん子守唄 | ポリドール・レコード             | CD   | H32P 20028 |
| 10th  | 1986年11月21日 | スーパーベスト 1. 望郷 2. 織江の唄 3. 橋向こうの家 4. 流れ酔い唄 5. 気分を変えて 6. 心だけ愛して 7. 夕陽のふるさと 8. 幻想旅行 9. ごめんしてね 10. 何度めかのグッバイ 11. ひとり唄 12. きょうだい心中 13. 雨に唄えない 14. 夢のおろろん | ポニー                           | CD   | D32P-6030  |
| 11th  | 1987年11月21日 | 山崎ハコ ベスト 1. 流れ酔い唄 2. ヨコハマ 3. 藍色の詩 4. 白い花 5. 望郷 6. 橋向こうの家 7. サヨナラの鐘 8. 気分を変えて 9. 何度めかのグッバイ 10. 雨に唄えない 11. 幻想旅行 12. 水割り 13. ララバイ横須賀 14. てっせん子守歌 15. 織江の唄 | ポニー                           | CD   | D32P-6154  |
| 12th  | 1990年8月29日  | BEST 7,12,13以外の10曲が新録音されている。 1. 気分を変えて（新録音） 2. ハーモニカ吹きの男（新録音） 3. 幻想旅行（新録音） 4. 港OUT（新録音） 5. 鍵とコイン（新録音） 6. ララバイ横須賀（新録音） 7. 流れ酔い唄 8. サヨナラの鐘（新録音） 9. 本牧750c.c（新録音） 10. ジプシーローズ（新録音） 11. 二日酔(い)（新録音） 12. 橋向こうの家 13. 織江の唄 | トーラスレコード                 | CD   | TACX-2326  |
| 13th  | 1992年11月21日 | for your Good Days 1. 織江の唄 2. 気分を変えて 3. 二日酔い 4. 本牧750cc 5. ジプシーローズ 6. 流れ酔い唄 7. 橋向こうの家 8. 幻想旅行 9. ララバイ横須賀 10. サヨナラの鐘 | トーラスレコード                 | CD   | TACX-2372  |
| 14th  | 1996年11月21日 | 山崎ハコ ベストアルバム 1. 飛びます 2. 望郷 3. 綱渡り 4. 白い花 5. ヨコハマ 6. ジプシーローズ 7. 水割り 8. 幻想旅行 9. 織江の唄 10. ララバイ横須賀 11. 気分を変えて 12. サヨナラの鐘 | ポニーキャニオン                 | CD   | PCCA-1034  |
| 15th  | 2001年12月24日 | 山崎ハコ ベストコレクション Dear My Songs 通販限定。 山崎自身初監修（選曲・曲順・解説）によるベスト・アルバム。 DISC-1 1. 望郷 2. 橋向こうの家 3. ひとり唄 4. うちと一緒に 5. 白い花 6. ヨコハマ 7. 水割り 8. 向かい風 9. ききょうの花 10. 帰ってこい 11. 綱渡り 12. 呪い 13. きょうだい心中 14. 心だけ愛して 15. 気分を変えて 16. サヨナラの鐘 DISC-2 1. 織江の唄（シングル・バージョン） 2. ばいばいことば 3. 流れ酔い唄（シングル・バージョン） 4. さくら 5. 旅路 6. てっせん子守唄 7. 旅の人 8. 水車の都 9. わたぼうし 10. ララバイ横須賀（シングル・バージョン） 11. ヨコハマ・アンバランス 12. ペンフレンド 13. 歩いて 14. 夢 15. 飛びます 16. 今日からは | ポニーキャニオン                 | CD   | DMCA-40124 |
| 16th  | 2002年8月21日  | Anthology 山崎ハコ BEST 山崎選曲によるベスト・アルバム。 1. 歌いたいの 2. 望郷 3. 織江の唄 4. ひまわり 5. 白い花 6. ヘルプ・ミー 7. 二人の風 8. オーディション 9. スコール 10. 本牧750cc 11. ヨコハマ 12. あの海に 13. 呪い 14. 桜の日 15. サヨナラの鐘 16. 気分を変えて | ポニーキャニオン                 | CD   | PCCA-1740  |
| 17th  | 2006年3月1日   | 山崎ハコ ゴールデン☆ベスト DISC1 1. 気分を変えて 2. サヨナラの鐘 3. 幻想旅行 4. ララバイ横須賀 5. 港OUT 6. 本牧750C.C. 7. ハーモニカ吹きの男 8. 二日酔 9. 鍵とコイン 10. 橋向こうの家 (Live) 11. てっせん子守歌 (Live) 12. 望郷 (Live) 13. さらば良き時代 (Live) 14. うちと一緒に (Live) 15. 友を送る歌 16. 硝子のピノキオ DISC2 1. 祭りの女 2. 一人静ーひとりしずかー 3. 一人の旅 4. 光る夢 5. 悲想 6. ロードレース 7. 時は流れて 8. 夢の川 9. 着物 10. なわとび 11. 夢色電車 12. 空へ 13. 桜 (Live) 14. 舞扇 (Live) 15. 私の幸せ (Live) | ユニバーサルミュージック         | CD   | UPCY-6118  |
| 18th  | 2006年5月24日  | 歌いたいの 1. ヨコハマ （新録音） 2. サヨナラの鐘（新録音） 3. 飛びます（新録音） 4. 心だけ愛して 5. 望郷（新録音） 6. 歌いたいの（新録音） 7. 気分を変えて（新録音） 8. 流れ酔い歌 9. 白い花（新録音） 10. 私の生まれた日 11. 歩いて 12. 会えない時でも（新曲） 13. 織江の唄 14. 刹那の夢 15. 稲の花 | 徳間ジャパンコミュニケーションズ | CD   | TKCA-73029 |
| 1９th | 2008年7月16日  | 山崎ハコ best collection history 1975-1984 1. 歌いたいの (4:11) 2. 望郷 (4:15) 3. すらい (6:03) 4. ひまわり (3:19) 5. 白い花 (5:18) 6. ヘルプミー (4:19) 7. 二人の風 (4:57) 8. オーディション (4:32) 9. サマータイムが聞こえる (5:12) 10. スコール (5:58) 11. ジプシーローズ (4:13) 12. 桜の日 (3:39) 13. サヨナラの鐘 (5:34) 14. 気分を変えて (Live) (3:35) 15. 何度めかのグッバイ (5:07) | ポニーキャニオン                 | CD   | PCCS-00046 |
| 20th  | 2014年10月1日  | ハ・コ・で・す 1975-2014 デビュー40周年記念ベスト。 Disc1 - ポニーキャニオン時代の曲のみ。 1. 飛びます 2. サヨナラの鐘 3. 望郷 4. 綱渡り 5. 白い花 6. 気分を変えて 7. 流れ酔い唄 8. 心だけ愛して 9. きょうだい心中 10. 歩いて 11. 織江の唄 12. 夕陽のふるさと 13. ペンフレンド 14. オーディション 15. 風の歌 Disc2 1. にらめっこ 2. ANOU 3. メンフィスまで 4. LONELY ROAD 5. 風に乗って昭和 6. 私が生まれた日 7. 歩道橋 8. わっしょいニッポン 9. 刹那の夢 10. てっせん子守唄 11. 海かがみ 12. BEETLE 13. ざんげの値打ちもない 14. 横浜ホンキートンク・ブルース 15. 縁                                                                                           | ポニーキャニオン                 | CD   | PCCA-04100 |

### タイアップ
| 曲名                       | タイアップ                                                             | 収録作品                               |
| -------------------------- | ---------------------------------------------------------------------- | -------------------------------------- |
| 地獄「心だけ愛して」       | 東映映画『地獄』主題歌                                                 | シングル「地獄「心だけ愛して」」       |
| きょうだい心中             | 東映映画『地獄』挿入歌                                                 | シングル「地獄「心だけ愛して」」       |
| 織江の唄                   | 映画『青春の門』テーマソング                                           | シングル「織江の唄」                   |
| 風の歌                     | 香港映画『望郷』イメージ・ソング                                       | シングル「風の歌」                     |
| 町よ                       | MBS・TBS系放映『週末だけの恋人』 主題歌                                | シングル「町よ」                       |
| 今夜は踊ろう               | 映画『愛の新世界』主題歌                                               | シングル「アカシアの雨がやむとき」     |
| 私が生まれた日             | 映画『愛の新世界』挿入歌                                               | シングル「私が生まれた日」             |
| たどりついたらいつも雨ふり | TBS系 横山やすし追悼ドラマ『俺は浪花の漫才師』主題歌                   | シングル「たどりついたらいつも雨ふり」 |
| わっしょいニッポン         | NHK『みんなのうた』より                                                | シングル「わっしょいニッポン」         |
| たずね人 -冒険者-          | テレビ東京系『いい旅・夢気分』エンディング・テーマ                     | シングル「たずね人 -冒険者-」          |
| 刹那の夢 〜劇場Version〜   | 前進座特別公演・中村梅雀主演『まんがら茂平治』主題歌                   | シングル「刹那の夢」                   |
| BEETLE                     | 映画『東京ソーダ水』主題歌                                             | シングル「BEETLE」                     |
| BEETLE                     | TBS系『徳光和夫の感動再会!"逢いたい"』2008年1～3月期エンディングテーマ | シングル「BEETLE」                     |
| SŌDASUI                    | 映画『東京ソーダ水』挿入歌                                             | シングル「BEETLE」                     |
| あなたの声                 | NHKラジオ深夜便2011年1-3月期「深夜便のうた」                           | シングル「あなたの声」                 |
| おらだのふるさと           | 山形・白鷹町 誕生55周年記念歌                                          | シングル「あなたの声」                 |

## 楽曲提供
アグネス・チャン
- 「小さな質問」（作詞・作曲：山崎ハコ、編曲：石川鷹彦）

石川さゆり
- 「花火」（作詞・作曲：山崎ハコ、編曲：安田裕美）

かとうれい子
- 「風鈴」（作詞：たきのえいじ、作曲：山崎ハコ、編曲：伊戸のりお＆高円寺音楽団）

北原ミレイ
- 「白い花」（作詞・作曲：山崎ハコ、編曲：竜崎孝路）
- 「納沙布岬」（作詞・作曲：山崎ハコ、編曲：竜崎孝路） - 2002年8月28日「流氷岬」と改題しセルフカバー。

熊谷美由紀（現・松田美由紀）
- 「ダンシング・ドール」（作詞・作曲：山崎ハコ）

香坂みゆき
- 「気分をかえて」（作詞・作曲：山崎ハコ）

シンシア
- 「Art of Loving」 （作詞：売野雅勇、作曲：山崎ハコ、編曲：大谷幸）

裕木奈江
- 「硝子のピノキオ」 （作詞・作曲：HAKO、編曲：森一美）
- 「冬の東京」 （作詞：田口俊、作曲：山崎ハコ、編曲：萩田光雄） - アルバム『旬』に収録
- 「虹色の世界地図」 （作詞・作曲：山崎ハコ、編曲：萩田光雄） - アルバム『旬』に収録
- 「ダレダレのブギ」 （作詞：大槻ケンヂ、作曲：山崎ハコ、編曲：萩田光雄）

麗灑
- 「雨の舗道」（作詞・作曲：山崎ハコ、編曲：小笠原寛）

校歌
- 石川県立金沢辰巳丘高等学校　学生歌1番「大きな明日へ」（作詞：五木寛之、作曲：山崎ハコ） - 原曲はアルバム『茜』に収録の『夕陽のふるさと』
- 石川県立金沢辰巳丘高等学校　学生歌2番「友を送る歌」（作詞：五木寛之、作曲：山崎ハコ） - アルバム『日本詩集 〜遠い町 遠い空〜』に収録
- 大分県日田市立東渓小学校校歌「東渓の空」（作詞・作曲：山崎ハコ[23]）

## テレビ・ラジオ企画

### 「呪い」
1979年に発売されたアルバム『人間まがい』B面の1曲目に収録された楽曲。作詞・作曲：山崎ハコ、編曲：石川鷹彦。のちに深夜ラジオ番組『大槻ケンヂのオールナイトニッポン』 や『コサキンDEワァオ!』などで紹介され、マニアックな評価を受けたことで代表曲となった。
「コーンコーン」という擬音のリフレインが印象的な楽曲で、呪いを込めて藁人形に釘を刺すという丑の刻参りを表す描写が特徴だが、「そういう悲しい自分に釘を刺せ」という裏の意味が込められている。

### ちびまる子ちゃん
テレビアニメ『ちびまる子ちゃん』でも採り上げられたことがある。2002年7月7日、『2002年度「FNS27時間テレビ みんなのうた』の企画の一環として、当日放映のアニメ『ちびまる子ちゃん』の「まる子、フォークコンサートへ行く」の巻で、山崎ハコ本人役で歌と声の出演。劇中で「ヨコハマ」を歌ったほか、特別エンディングテーマとして「呪い」が流された。脚本はTARAKOが担当した。

## ラジオ出演
- 山崎ハコのオールナイトニッポン - ニッポン放送、火曜2部、1979年4月～1980年3月。
- 山崎ハコの本日おハコ - ラジオ沖縄、アール・エフ・ラジオ日本（2007年7月から再び放送開始）、新潟放送。過去にKBS京都も放送していた。
- 山崎ハコの夢歌さがし - 山形放送、信越放送、岐阜放送。
- ラジオ深夜便「深夜便のうた・あなたの声」 - 2011年1月から3月にかけてヘヴィー・ローテーションされる。それに先駆け2010年秋に「明日へのことば」で客演し、それを披露していた。

## 映画出演
- 押絵と旅する男（1994年3月26日公開） - 覗きからくり口上
- ヘヴンズ ストーリー（瀬々敬久監督、2010年10月2日公開、4時間38分） - 恭子役。映画女優デビュー。第25回高崎映画祭で最優秀助演女優賞を受賞。
- 脳男（瀧本智行監督、2013年2月9日公開)  - 志村の母親役
- グラスホッパー（瀧本智行監督、2015年11月7日公開） - 桃役
- 64-ロクヨン- 前編（瀬々敬久監督、2016年5月7日公開）
- 雪子さんの足音（浜野佐知監督、2019年2月16日公開）
- 花腐し（荒井晴彦監督、2023年11月10日公開） - 韓国スナックのママ 役[26]